# 1055
Évszázadok: 10. század – 11. század – 12. század
Évtizedek: 1000-es évek – 1010-es évek – 1020-as évek – 1030-as évek – 1040-es évek – 1050-es évek – 1060-as évek – 1070-es évek – 1080-as évek – 1090-es évek – 1100-as évek
Évek: 1050 – 1051 – 1052 – 1053 –  1054 – 1055 – 1056 – 1057 – 1058 – 1059 – 1060

## Események

### Határozott dátumú események
- január 11. – Teodóra bizánci császárnő második trónra lépése. (Egy évvel később, 1056-ban meghal.)
- április 13. – II. Viktor pápa megválasztása.[1]

### Határozatlan dátumú események
- az év folyamán –
  - I. András I. Konrád bajor herceggel szövetségben betör Karintiába és Ausztriába.[2]
  - I. András király kiadja a Szűz Máriának és Szent Ányosnak szentelt tihanyi bencés monostor alapítólevelét.[3]
  - Poitoui Ágnes trónra lépése (1061-ben lemond).
  - A szeldzsuk törökök elfoglalják Bagdadot, bebörtönözve az utolsó Buvajhida emírt, al-Malik ar-Rahímot.

## Halálozások
- január 11. – IX. Kónsztantinosz bizánci császár
- április 10. – II. Konrád bajor herceg (* 1052)
- május 26. – Adalbert osztrák őrgróf
- az év végén – 
  - I. Konrád bajor herceg
  - IX. Benedek pápa[4]